# IEEE 802.11u
IEEE 802.11u-2011 — набор поправок к стандарту IEEE 802.11-2007, упрощающий работу мобильных устройств с так называемыми хот-спотами, то есть с публичными Wi-Fi сетями. Стандарт IEEE 802.11u был опубликован 25 февраля 2011 года, на март 2018 года поддерживается как точками доступа многих производителей (Cisco, Mikrotik), так и мобильными устройствами.

## Назначение
Массовое развитие интернета и относительно высокая стоимость сотовой связи привело к появлению огромного количества так называемых хот-спотов — локальных Wi-Fi-сетей, позволяющих подключаться к интернету или любому желающему или определённым людям, например посетителям кафе или пассажирам поезда. На 2018 год количество хот-спотов в мире оценивается в 325 миллионов, при этом самому крупному оператору принадлежит 50 миллионов из них.
Предоставление услуг такого рода содержит в себе дилемму — с одной стороны доступ должен быть открытым, с другой стороны его необходимо ограничивать. В разных странах причины и суть ограничений разные — например в США операторы сотовой связи являются одновременно и операторами большого количества хот-спотов, поэтому последние часто открыты только для пользователей конкретной сотовой сети, а в Российской Федерации подключение к хот-споту требует идентификации личности, что установлено требованиями закона № 97-ФЗ от 5 мая 2014 года «О внесении изменений в Федеральный закон „Об информации, информационных технологиях и о защите информации“ и отдельные законодательные акты Российской Федерации по вопросам упорядочения обмена информацией с использованием информационно-телекоммуникационных сетей».
Для решения этой проблемы подавляющее большинство хот-спотов в разных странах были оснащены системами простой аутентификации, которая действует примерно следующим образом: мобильное устройство вручную или автоматически подключается к открытой Wi-Fi-сети, при попытке обращения на любой сайт точка доступа перенаправляет обращение на внутренний сайт, где происходит аутентификация. Пользователь должен ввести идентификатор или согласиться с требованиями оператора, после чего интернет становится доступен для любых видов связи с этого мобильного устройства. Таким образом полностью автоматическое подключение и работа мобильных устройств без веб-браузера становится невозможной.
Поправки 802.11u предусматривают специальные сообщения внутри протокола 802.11, позволяющие мобильному устройству автоматически пройти аутентификацию при подключении.

## Некоторые поправки к 802.11

### Обнаружение сети и выбор
1. Предусмотрено пред-обнаружение сетей по какому-либо признаку, то есть ещё до того, как мобильное устройство подключится к сети — сеть может сообщить свой тип (частная, бесплатная общественная, платная общественная), данные о сетях-партнерах, которые возможно обслуживают пользователя, данные о мероприятии, если сеть обслуживает конкретное мероприятие. Такое пред-обнаружение в 802.11u называется preassociation.
2. Предусмотрена GAS (Generic advertisement service) — транспортная служба 2-го уровня, обеспечивающая передачу данных от мобильного устройства до сервера аутентификации. По 802.11u точка доступа отвечает за доставку данных аутентификации по несущей сети от мобильного устройства к серверу и обратно.
3. Предусмотрен ANQP (Access Network Query Protocol) — протокол типа запрос-ответ, используемый мобильными устройствами для получения информации, включающей в себя: глобально уникальное имя оператора хот-спота, список партнерских сетей, доступные типы IP-адресов (IPv4, IPv6), и другие данные, которые мобильное устройство может использовать для выбора сети.

### Работа с QoS
В отличие от 802.11, не поддерживающего приоритизацию трафика, в 802.11u предусмотрена способность точки доступа преобразовывать приоритеты QoS (2-го уровня) в приоритеты DSCP (3-го уровня), что обеспечивает приоритизацию трафика от мобильного устройства до конечной точки сетевого взаимодействия. Это может быть необходимо, например, при использовании софтфонов.

#### Использование без аутентификации
IEEE 802.11 предполагает, что пользователи уже аутентифицированы перед хот-спотом, 802.11u предусматривает разные варианты в случае, если пользователь не может пройти аутентификацию — например, доступ может предоставляться к ограниченному количеству сервисов или в соответствии с отношениями пользователя и сети-партнера или после согласия пользователя с соглашением об использовании сети.
С точки зрения пользователя, внедрение 802.11u позволяет в любом незнакомом месте увидеть список сетей в виде конкретных условий подключения и сервисов, которые они предоставляют вместо обычного списка SSID’ов, название которых ни о чём не говорит.
Внедрение 802.11u является жизненно-необходимым для реализации концепции GAN — сети общего доступа, предназначенной для работы утилитарных устройств, например IP-телефонов.

#### Мобильная сотовая сеть без нагрузки на Wi-Fi
Пользователи, чьи мобильные устройства поддерживают низкоуровневый протокол 802.21, предусматривающий бесшовное переключение (роуминг) между сетью 3G и сетями Wi-Fi, также нуждаются в едином и надежном способе санкционировать доступ ко всем этим сетям. 802.11u описывает общую абстракцию, которая может обеспечивать аутентификацию в любой сети независимо от транспортных протоколов.

## Реализации

### Hotspot 2.0
Wi-Fi Alliance использует IEEE 802.11u в стандарте «Wi-Fi CERTIFIED Passpoint», ранее известном как «Hotspot 2.0». Программа позволяет мобильным устройствам производить бесшовное переключение между сотовыми и публичными Wi-Fi-сетями без ввода аутентификационных реквизитов. Идентификация при этом может проводиться по SIM-карте, а за аутентификацию отвечают дополнительные электронные сертификаты.
Устройства Apple, работающие на iOS 7+ поддерживают Hotspot 2.0.